# Entre-Vignes
Entre-Vignes is een gemeente in het Franse departement Hérault (regio Occitanie). De plaats maakt deel uit van het arrondissement Montpellier. Entre-Vignes is op 1 januari 2019 ontstaan door de fusie van de gemeenten Saint-Christol en Vérargues. De gemeente telde 2.186 inwoners op 1 januari 2022.

## Geografie
De oppervlakte van Entre-Vignes bedroeg op 1 januari 2022 16,8 vierkante kilometer; de bevolkingsdichtheid was toen 130,1 inwoners per km².

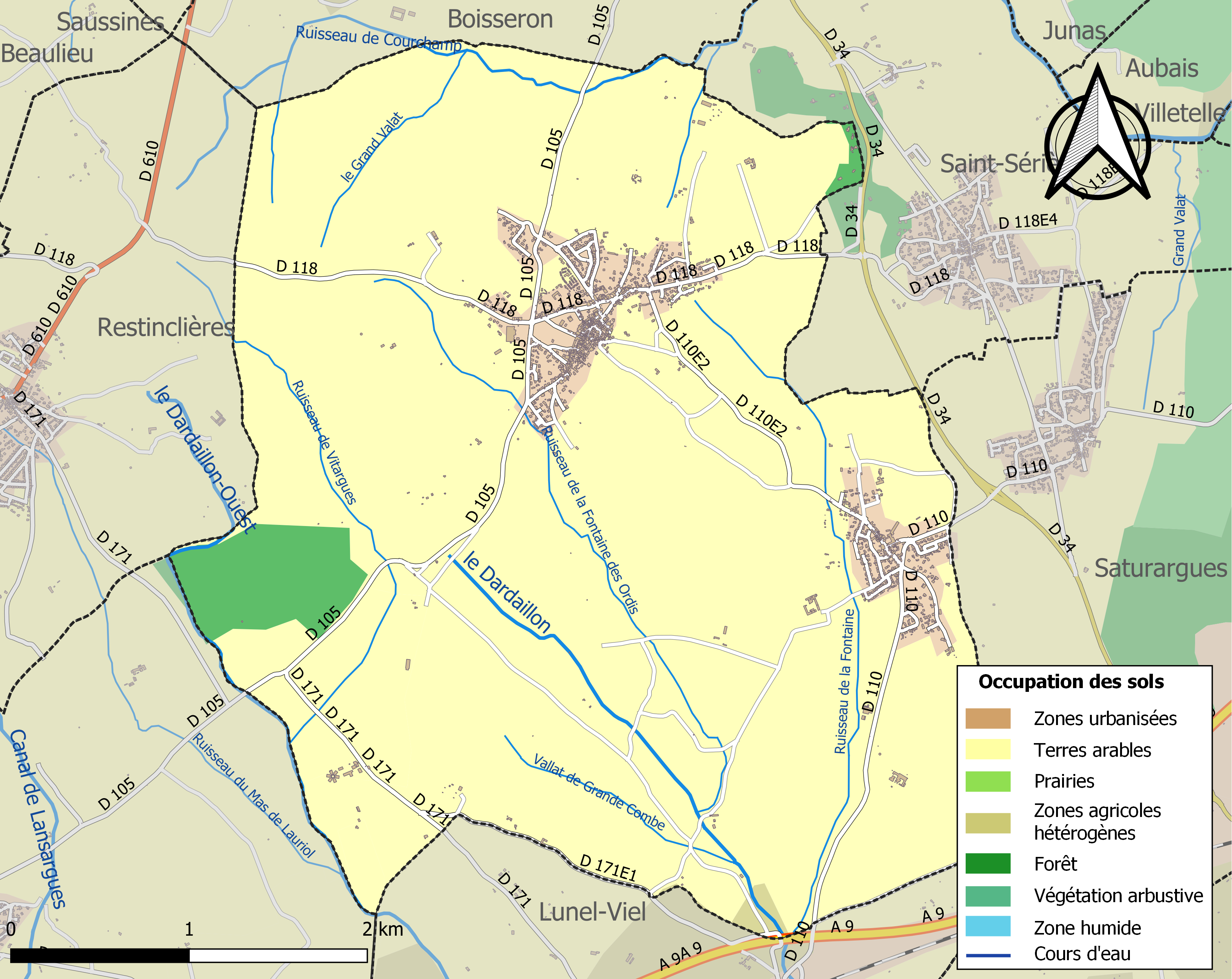
Kaart van de gemeente met belangrijkste infrastructuur, bodemgebruik en omliggende gemeenten

## Demografie
Onderstaande figuur toont het verloop van het inwonertal (bron: INSEE-tellingen).

## Afbeeldingen

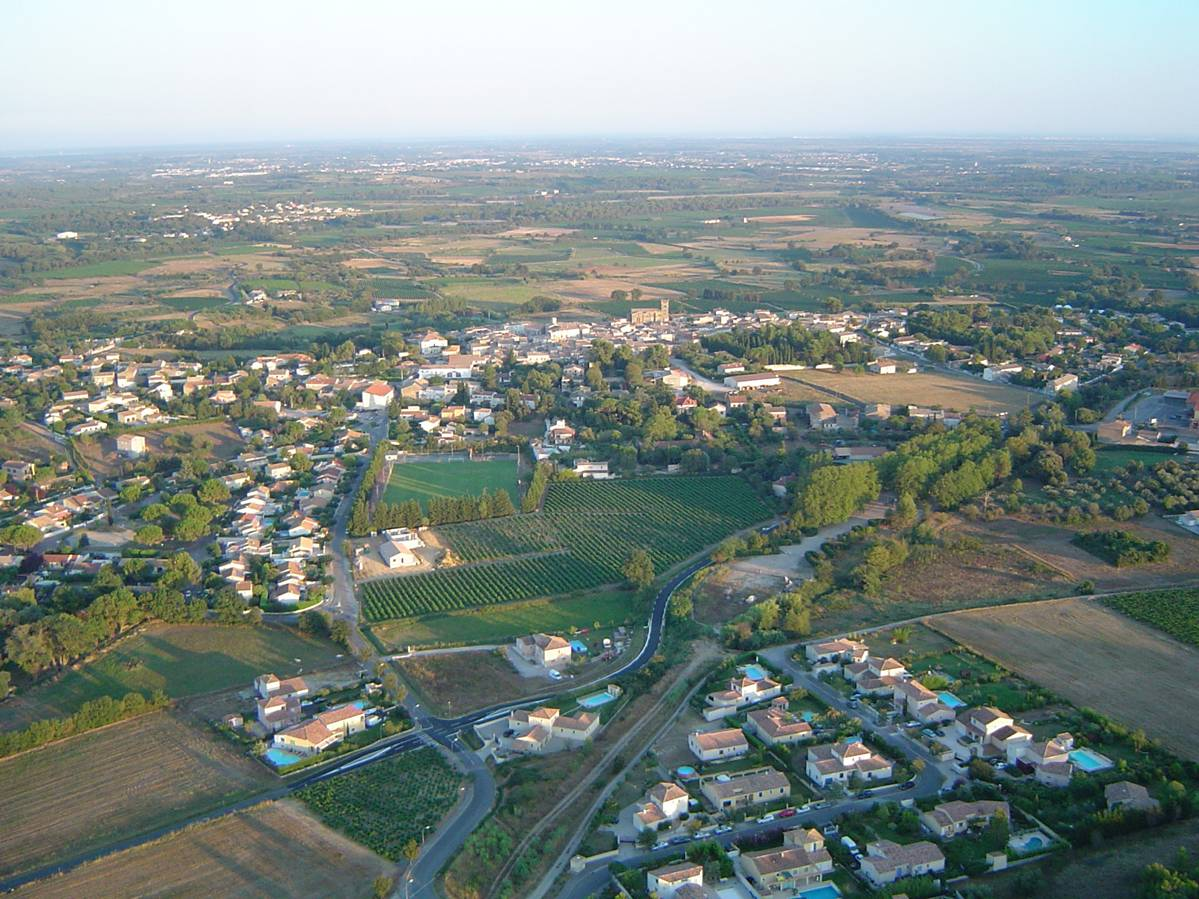
Saint-Christol vanuit de lucht
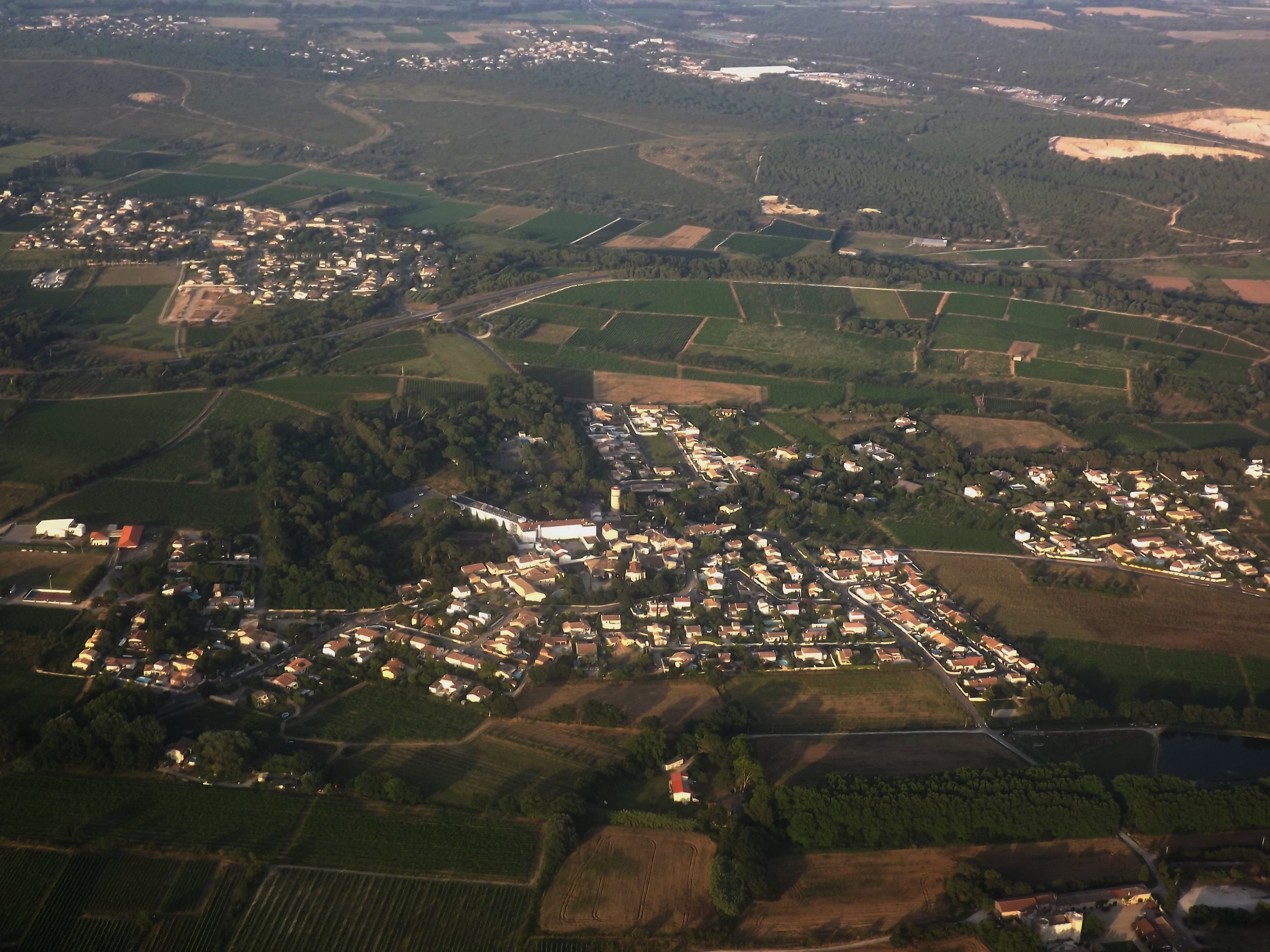
Vérargues vanuit de lucht